# Kepler-62
Kepler-62 è una stella nella costellazione della Lira, distante 1200 anni luce circa dalla Terra. Il 18 aprile 2013 sono stati scoperti, nell'ambito della missione Kepler con il metodo del transito, cinque pianeti extrasolari orbitanti attorno ad essa, due dei quali, Kepler-62 e e Kepler-62 f, si trovano all'interno della zona abitabile della stella.

## Caratteristiche fisiche
Kepler-62 è una stella nana arancione più piccola e fredda del Sole, avendo una massa stimata del 69% di quella della nostra stella, e una temperatura superficiale di 4925 K. Avendo un raggio 0,64 volte quello del Sole, i modelli evolutivi stellari indicano che si tratta di una nana arancione di classe K2V o K3V. L'età della stella è stimata in circa 7 miliardi di anni.

## Sistema planetario

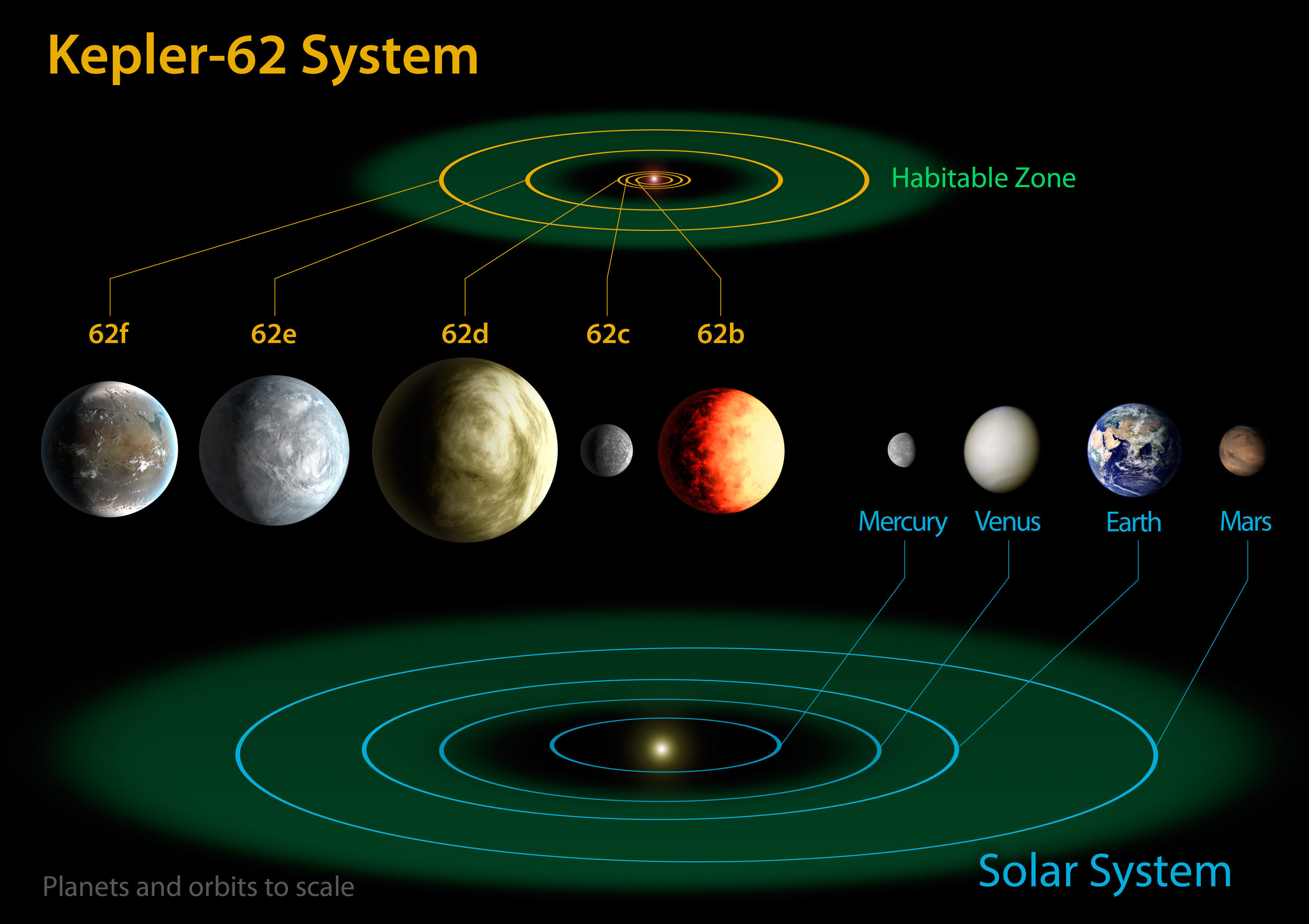
Il sistema di Kepler-62 rapportato al sistema solare interno.

I raggi dei pianeti scoperti sono compresi tra 0,54 e 1,95 raggi terrestri. Di particolare interesse sono i pianeti e ed f, pianeti rocciosi che orbitano all'interno della zona abitabile della loro stella, e di conseguenza possiedono condizioni favorevoli per avere acqua liquida in superficie, condizione indispensabile per ospitare forme di vita così come la conosciamo.
Questi due pianeti hanno un raggio rispettivamente di 1,61 e 1,41 volte quello della Terra e periodi orbitali rispettivamente di 122 e 267 giorni. Simulazioni al computer indicano che i pianeti potrebbero essere composti da roccia e ghiaccio, mentre la distanza dalla propria stella suggerisce che la quantità di luce ricevuta dai due pianeti è circa quella di Venere (per il pianeta e) e Marte (per il pianeta f).

### Prospetto sul sistema[1][5]
| Pianeta | Massa              | Raggio         | Periodo orb.    | Sem. maggiore | Incl. orbita | Scoperta |
| ------- | ------------------ | -------------- | --------------- | ------------- | ------------ | -------- |
| b       | 2,2+1,6 −0,7 M⊕    | 1,31±0,04 r⊕   | 5,7149 giorni   | 0,053 UA      | 89,2°        | 2013     |
| c       | 0,11+0,05 −0,04 M⊕ | 0,54 ± 0,03 R⊕ | 12,4417 giorni  | 0,0929 UA     | 89,7°        | 2013     |
| d       | 4,8+3,8 −1,9 M⊕    | 1,95 ± 0,07 R⊕ | 18,1641 giorni  | 0,120 UA      | 89,7°        | 2013     |
| e       | 3,6+1,4 −1,3 M⊕    | 1,61 ± 0,05 R⊕ | 122,3874 giorni | 0,427 UA      | 89,98°       | 2013     |
| f       | 3,3+2,3 −0,6 M⊕    | 1,41 ± 0,07 R⊕ | 267,291 giorni  | 0,718 UA      | 89,90°       | 2013     |